# Crossbrace
Cross-bracing er en anordning, man bruger inden for high-performance faldskærme.
Cross-braces bliver mest lavet i tri-cell skærme, hvor de så sidder i de to yderste kamre af tri-cellen. Disse braces er små, trekantede membraner, der sidder inde i selve skærmen. De virker ved at sidde på skrå, så de afstiver cellen, det bevirker at den stort set er ubevægelig på tværs.
Den typiske – mest normale – kalot har kun 2 kamre og ingen cross-braces, hvilket gør, at den kan trække sig sammen på tværs, så bredden på skærmen, der bliver mindre, bliver omsat til en større højde på skærmen. 
Med cross-braces kan skærmen ikke trække sig sammen, og derved kan man opnå større fart og manøvredygtighed.
| Sport | Spire Denne artikel om sport er en spire som bør udbygges. Du er velkommen til at hjælpe Wikipedia ved at udvide den. |